# Cucina cajun

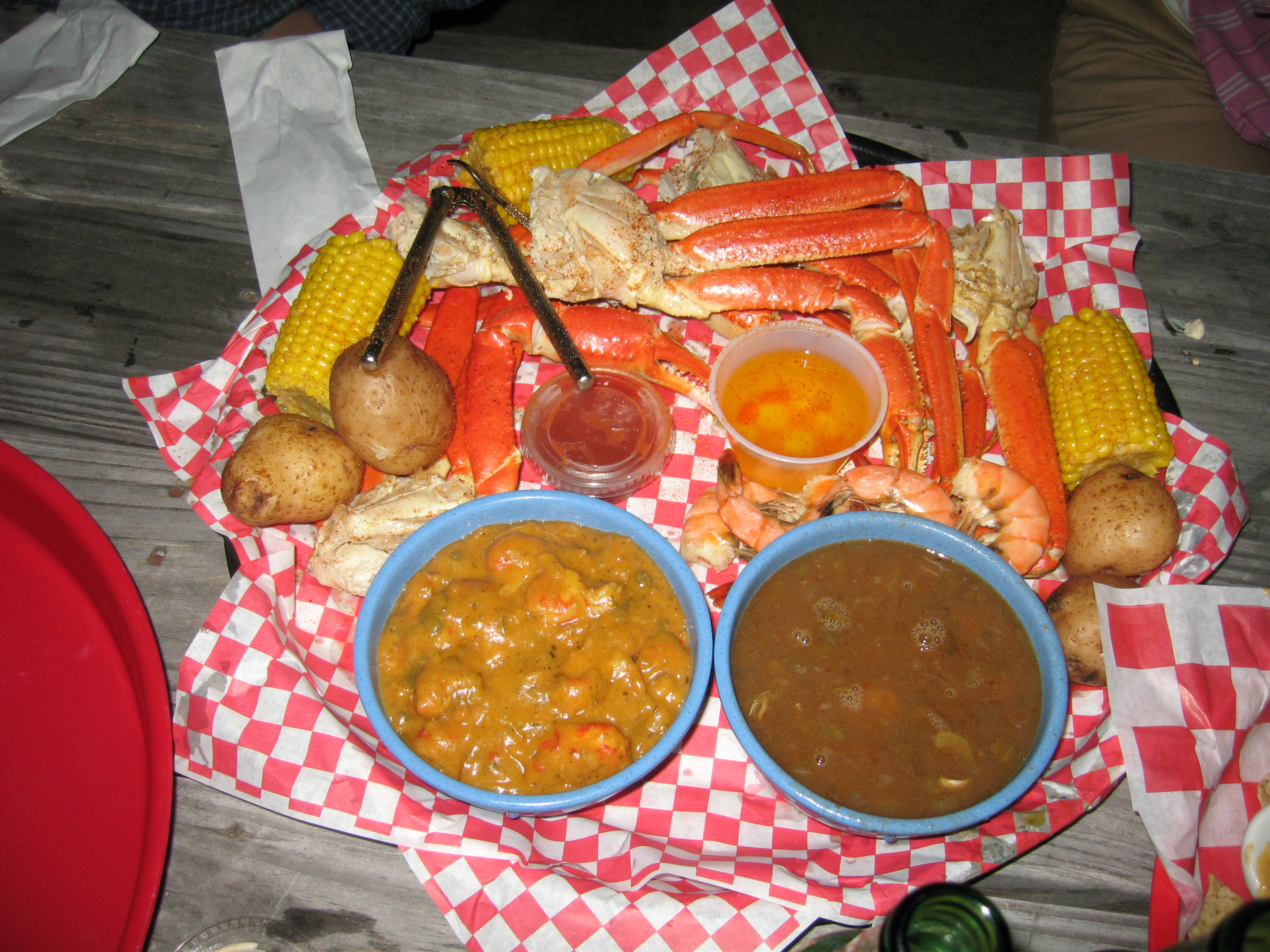
Alcuni piatti cajun.

La cucina cajun (in francese cuisine acadienne) è un tipo di cucina statunitense, tipico degli immigrati francesi dell'Acadia (in Canada), che furono forzatamente spostati dagli inglesi in Acadiana, regione coloniale situata nell'odierna Louisiana e in parte del Texas orientale.
I cibi cajun sono caratterizzati da una preparazione semplice e dall'uso di ingredienti rustici.